# F.E.A.R. 2: Project Origin
F.E.A.R. 2: Project Origin je psychologická hororová videohra z pohledu první osoby pro PlayStation 3, Windows a Xbox 360 z roku 2009. Vyvinula ji společnost Monolith Productions a vydala společnost Warner Bros Interactive Entertainment. Jedná se o druhou hru v sérii F.E.A.R., po níž následuje F.E.A.R. 3. V září 2009 vydala společnost Monolith balíček DLC pro jednoho hráče s názvem F.E.A.R. 2: Reborn. V březnu 2015 byla základní hra i Reborn zpřístupněny na GOG.com. V listopadu 2021 byla série F.E.A.R., přidána do programu zpětné kompatibility společnosti Microsoft, díky čemuž byly hry hratelné na konzolích Xbox One a Xbox řady X/S.

## Příběh
Hra začíná třicet minut před koncem původní hry F.E.A.R. Hráč ovládá seržanta Delta Force Michaela Becketa. On a jeho tým je vyslán, aby vyzvedl prezidenta společnosti Armacham Technology Corporation (ATC) do ochranné vazby. Point Man zničí zařízení Origin a Becketův tým je zachvácen výbuchem v budově. Po probuzení v podivné nemocnici, na kterou zdánlivě útočí jednotky ATC, se věci ještě více zkomplikují. Alma Wadeová je nyní na svobodě a začne pronásledovat Becketa a jeho kolegy.

## Vývoj
V průběhu vývoje se společnost Monolith zaměřila na zachování fungujících prvků z první hry. Rozhodli se napravit dva nejčastěji kritizované prvky původní hry – monotónní a opakující se prostředí a nedostatek rozmanitosti nepřátel. Zároveň se pokusili vylepšit nejchválenější prvky hry – bojové mechanismy a umělou inteligenci nepřátel. Tím, že se Alma stala ústřední postavou oproti první hře, chtěli také posílit hororové prvky původní hry.

## Hodnocení a kritika
Druhý díl byl kritikou obecně přijat kladně, ačkoli byl považován za horší než původní díl. Mezi časté body chvály patřily bojové mechanismy, zvukové efekty, sekce s roboty, grafika a rozmanitost nepřátel, přičemž někteří kritici chválili také design úrovní a dabing. Hůř byl přijat příběh, krycí mechanismy, hororové prvky, některé změny v hratelnosti oproti původnímu dílu a multiplayer. Několik kritiků také mělo pocit, že hra příliš neriskuje a není ničím víc než generickou, i když dobře udělanou střílečkou.